# Cathy et les extra-terrestres
Pour plus de détails, voir Fiche technique et Distribution.
Cathy et les extra-terrestres est un film d'animation hispano-mexicain de José Luis (es) et Santiago Moro sorti en 1987. Il s'agit de la suite de Cathy la petite chenille sorti en 1983.

## Synopsis
Tout va mal pour les extra-terrestres W, X, Y et Z qui sont tout simplement affamés. Pour remédier à ce désastre, X est envoyé sur Terre avec pour mission de ramener des créatures à manger. X se retrouve bientôt au cœur d'une forêt où il est vite remarqué par les deux petites chenilles Koko et Kiki qui, terrorisées par l'apparition de cet extra-terrestre, ont toutes les peines du monde à retrouver Cathy, leur mère, et à la convaincre de la présence de cet étrange personnage. Comme personne ne veut croire les petites chenilles, elles fuguent à nouveau et vont trouver de l'aide auprès du rat Arnold qui les aide à construire un vaisseau volant. Mais il n'est pas simple de déjouer les plans de la créature de l'espace, car celle-ci a la faculté de prendre l'apparence de tous ceux qu'elle croise. Les adultes comprennent bientôt la nature du danger que représente cet extra-terrestre et s'associent aux enfants.

## Fiche technique
- Réalisation : José Luis et Santiago Moro
- Scénario : Silvia Roche
- Origine : Espagne/Mexique (1987)
- Musique : Nacho Mendez, Silvia Roche
- Chansons : Nacho Mendez, Silvia Roche
- Durée : 75 minutes. Couleur
- Genre : dessin animé
- Espagne, Mexique : 15 octobre 1987
- France : 14 décembre 1988